# حزب کمونیست ایران (دهه ۱۹۲۰)
فرقه کمونیست ایران یک حزب کمونیستی ایرانی بود که در ماه ژوئن۱۹۱۷ / خرداد ۱۲۹۶ خ. با نام فرقه اشتراکیون ایران عدالت در باکو تأسیس شد. این فرقه در ۲۳ ژوئن ۱۹۲۰ اولین کنگره خود را در بندر انزلی برگزار کرد که طی آن، نام فرقه به «فرقه کمونیست ایران» تغییر یافت. در این کنگره مرامنامه و برنامه ای بر اساس شرایط ایران و با اصول بین‌الملل کمونیست (کمینترن) تصویب و یک کمیته مرکزی پانزده نفره انتخاب گردید. اما برخلاف روایت‌های غیر مستند هیچ دبیر کلی انتخاب نشد. اعضای کمیته مرکزی عبارت بودند از آوتیس سلطان زاده، جعفر جوادزاده، کامران آقازاده، باتربیک لقمانویچ آبوکوف، ماتیلدا بولا، سید قلی حدادزاده، نعمت بصیر، محمد قلی علیخانوف.

## پیشینه
پس از قلع و قمع فرقه اجتماعیون عامیون، دموکرات‌هایی هم که در مواضع انقلابی پافشاری می‌کردند و تا اندازه‌ای پیگیر بودند (حزب دموکرات نماینده آن‌ها بود)، پراکنده شدند و اغلب ناگزیر به جلای وطن گردیدند.
اما مبارزه و فعالیت «اجتماعیون عامیون» قطع نشد. در دوران جنگ جهانی اول (۱۹۱۴–۱۹۱۸، که سرزمین ایران، علی‌رغم اعلام بی‌طرفی، توسط دو گروه دول امپریالیستی «متحدین و متفقین» عملاً اشغال شده بود) مبارزه توده‌ها و در صفوف مقدم آن «اجتماعیون - عامیون» چه در داخل کشور و چه در خارج از کشور در مهاجرت ادامه یافت. چندی بعد حیدرخان نیز، که مجبور به ترک ایران شده بود، به اروپا می‌رود و به فعالیت خود در مهاجرت ادامه می‌دهد.
سوسیال دمکرات‌های ایران، پس از شکست انقلاب مشروطیت و بعد از آن، طی جنگ جهانی اول، چه در ایران و چه در مهاجرت (در اروپای غربی و به ویژه در روسیه) فعالیت خود را ادامه دادند. اوائل جنگ جهانی (۱۲۹۳) گروهی از مجاهدین «اجتماعیون عامیون» و کارگران معادن نفت باکو، به رهبری اسداله غفارزاده (صدرمیرزا اقوام) کاتب، بهرام آقایف، باباهاشم زاده پس از کشته شدن میرزا اقوام در هجوم مسلحانه مساواتی‌ها در اسماعیلیه، او کاتب «عدالت» شد. رستم کریم زاده، سیف اله ابراهیم‌زاده و دیگران، که تظاهرات و میتینگ‌های اعتراضی کارگران را تشکیل می‌دادند، خود را گروه «عدالت» نامیدند.
پس از انقلاب فوریه ۱۹۱۷ (بهمن ۱۲۹۵) در روسیه و سقوط حکومت تزاری و تشکیل حکومت بورژوائی به ریاست کرنسکی انقلابیون آذربایجانی و ایرانی مقیم روسیه امکان یافتند که فعالیت سیاسی خود را علنی کنند، متشکل تر سازند و مراکز رهبری خویش را برپا نمایند.

## تشکیل حزب عدالت
ماه مه ۱۹۱۷ (اردیبهشت ۱۲۹۶) حزب سوسیال دمکرات (اجتماعیون عامیون) ایرانیان، «عدالت» رسماً شروع به کار کرد و مرامنامه خود را به دو زبان آذربایجانی (مفصل) و فارسی (مختصر) در باکو چاپ و منتشر کرد. در بخش فارسی این مرامنامه در صفحه ۱۲ از جمله چنین آمده است:
«از جمله طلبات عدالت آنست که اصول حیات و معیشت باید اساساً موافق قانون اجتماعیت (سوسیالیسم) تبدیل شود، تا اینکه به ثمره زحمت زحمتکشان تنها دولتمندان صاحب نباشند».
دراین زمان گروه «همت» نیز شروع به فعالیت سازمانی و تبلیغاتی کرد و روزنامه خود را منتشر ساخت. در نخستین شماره روزنامه «همت» (۳ ژوئیه ۱۹۱۷ برابر ۱۲ تیر۱۲۹۶) حزب مقصد اصلی خود را سرنگونی سرمایه‌داری و برقراری سوسیالیسم اعلام کرد و برای نیل به این مقصود «همه مسلمانان، کارگران، زحمتکشان، روشنفکرانی که وجدانشان بیدار است» را به زیر پرچم اجتماعیون عامیون (همت) فرا خواند».
پیروزی انقلاب اکتبر، دوران نوین تاریخی را گشود. زحمتکشان ایرانی مقیم روسیه امکان گسترده‌ای جهت فعالیت اجتماعی- سیاسی و ایجاد حزب خود به‌دست آورند. البته این امکان چند ماه بعد) ماه اوت ۱۹۱۸- مرداد ۱۲۹۷ (بعلت شروع مداخلات مسلحانه دول امپریالیستی علیه نخستین دولت سوسیالیستی جهان و اشغال نواحی جنوبی آن کشور تا اندازه‌ای محدود شد. اما «اجتماعیون عامیون» در صفوف «همت» و «عدالت» در شرایط دشوار زیرزمینی به مبارزه علیه ارتجاع و امپریالیسم ادامه دادند.
هنگامی که خطر اشغال باکو به‌وسیله انگلیسی‌ها (به کمک اس ارها، مساواتچی‌ها، داشناک‌ها و غیره) می‌رفت در۱۷ ژوئیه ۱۹۱۸ (تیر۱۲۹۷)، کنفرانس انقلابیون برگزار شد، که طبق قطعنامه آن، هر دو حزب «عدالت» و «همت» در اعلامیه مشترکی همه اعضای خود را برای دفاع از انقلاب به خدمت ارتش دعوت کردند.
پس از اشغال باکو توسط انگلیسی‌ها (اوت ۱۹۱۸) اولین کمیته حزب «عدالت» سپتامبر ۱۹۱۸ (شهریور ۱۲۹۷) منحل شد، اما فعالیت حزب ادامه یافت، تا ماه مارس ۱۹۱۹ (اسفند ۱۲۹۷)، که دومین کمیته «عدالت» تشکیل شد و به انتشار مطبوعات زیرزمینی خود «حرمت» و «یولداش» به زبان‌های فارسی و آذربایجانی را شروع کرد.
۲۰ مارس (اسفند ۱۲۹۷) این حزب پیام تبریک خود را به کنگره مؤسسان انترناسیونال سوم کمونیستی (کمینترن) که به ابتکار و رهبری لنین در مسکو تشکیل شده بود، ارسال کرد.
واقعیات و اسناد انکارناپذیر تاریخی نشان می‌دهد که این جنبش و حزب نه به دستور کمینترن، بلکه در متن واقعیات اجتماعی- اقتصادی کشور، براساس ضروریات رشد تاریخی آن و در ارتباط ذاتی با انترناسیونالیسم پرولتری تکوین یافته، رشد پیدا کرده و شکل گرفته است.
لنین و همرزمانش همواره با انقلابیون و سوسیال دمکرات‌های دیگر کشورها، از جمله کشورهای مسلمان (مانند حیدرخان عمواغلی و سلطانزاده از ایران، مصطفی صبحی از ترکیه و دیگران) از نزدیک در تماس بوده، با آن‌ها مشورت و تبادل نظر کرده، از هیچ یاری فکری و سازمانی به آن‌ها دریغ نکردند. این انترناسیونالیسم پرولتری، که از مشخصات عمده جنبش کارگری و کمونیستی است - چون سبب نیروی پرتوان آنست - همواره در معرض هجوم بدخواهان قرارگرفته است.

## فعالیت در ایران
«حزب عدالت» همیشه با انقلابیون در ایران در تماس بوده و اعضای آن از ایران به باکو و از باکو به ایران رفت‌وآمد کرده‌اند. از جمله در ماه مه ۱۹۱۸ (اردیبهشت ۱۲۹۷) حزب ۱۸ نفر را به رهبری صدر خود، اسداله غفارزاده، برای برقراری ارتباط با میرزا کوچک خان اعزام می‌دارد که فقط ۳ نفراز آن‌ها به ایران می‌رسند، ولی آن‌ها هم موفق به ملاقات با کوچک خان نمی‌شوند اسداله غفارزاده در اثر تحریکات مخالفان در شهر رشت کشته می‌شود.
حزب در سال‌های بعد نیز گروه‌هایی را اعزام می‌دارد تا با سازمان‌های موجود و پراکنده در ایران تماس بگیرند. اسناد موجود و خاطرات کوشندگان اجتماعیون عامیون، که در دست است (کامران آقازاده، داداش حسین‌زاده، علی عسکر علی‌زاده و دیگران) نشان می‌دهد که اواخر سال ۱۹۱۹ (آذر۱۲۹۷) گروه‌های اجتماعیون عامیون در شهرهای زیر فعالیت می‌کرده‌اند: تبریز، تهران، رشت، قزوین، زنجان، مشهد، مازندران، مرند، خوی، اردبیل و خلخال.
در شرایط دشوار زیرزمینی، اوائل سال ۱۹۲۰ مقدمات تشکیل حزب کمونیست آذربایجان فراهم می‌شود. ۱۱ فوریه (بهمن ۱۲۹۸) احزاب «همت» و «عدالت» در باکو به‌طور کلی به سازمان‌های محلی حزب سوسیال دمکرات کارگری (بلشویک) روسیه می‌پیوندند و «حزب کمونیست آذربایجان را به‌وجود می‌آورند. (تاریخ حزب کمونیست آذربایجان - باکو ۱۹۵۸ - ص ۳۴۷). در عین حال یک «هیئت مرکزی» از حزب عدالت) به صدارت آقایان یوسف زاده و دبیری پیشه‌وری تشکیل می‌شود، تا به رسیدگی به امور مربوط به اجتماعیون عامیون ایران ادامه دهند. در همین ماه فوریه، کمیته مرکزی حزب «عدالت» برای برگزاری کنفرانس سازمان‌های خود در آسیای میانه (در آن هنگام در بیش از۵۰ نقطه از شهرها و قشلاق‌های آسیای میانه نیز سازمان‌های «عدالت» وجود داشته است) اعضای کمیته مرکزی علیخان زاده و فتح اله زاده) را اعزام می‌دارد. از یکم تا سوم آوریل (فروردین ۱۲۹۹) در شهر تاشکند، با حضور ۱۷ نفر نماینده با رأی قطعی و عده‌ای مهمان، کنفرانس تشکیل می‌شود.
نمایندگان حزب کمونیست (بلشویک) روسیه، کمیته مرکزی حزب کمونیست ترکستان و شورای تبلیغات بین‌المللی خاور کمینترن افتتاح کنفرانس را تبریک می‌گویند. در کنفرانس، حیدرخان عمواغلی پیرامون وضع سیاسی و اقتصادی در ایران، علیخان زاده دربارهٔ تاکتیک حزب و مصطفی صبحی (بنیان‌گذار حزب کمونیست ترکیه، از شرکت کنندگان کنگره یکم کمینترن) دربارهٔ مسئله سازمانی و سلطان زاده (آوتیس میکائلیان) دربارهٔ تشکیل دسته‌های کارگری و شوراهای کارگری - دهقانی گزارش می‌دهند.
کنفرانس در آخرین جلسه خود یک «کمیته هفت نفری» (حیدرخان، سلطان زاده، فتح اله زاده و دیگران) انتخاب کرد. از جمله تصمیمات مصوبه کنفرانس، لزوم کمک و مساعدت همه‌جانبه به جنبش دمکراتیک و رهایی‌بخش ملی در ایران بود.
دربارهٔ جنبش‌های رهایی‌بخش ملی ضد امپریالیستی در گیلان، آذربایجان و خراسان، که پس از پیروزی انقلاب اکتبر اوج گرفتند، در مقالات و کتب عدیده صحبت شده است. از جمله «به‌مناسبت صدمین سالگرد تولد انقلابی بزرگ، حیدرخان عمو اوغلی در شماره‌های نامه مردم (۱۲۲٬۱۲۱٬۱۲۰ سال ۱۳۵۸). همین قدر یادآور می‌شویم که با استقرار حاکمیت شوروی در آذربایجان (۲۸ آوریل ۱۹۲۰ برابر۸ اردیبهشت ۱۲۹۹) نیروهای اشغالگر انگلیسی، زیر ضربات ارتش نو بنیاد سرخ، در حال فرار (ماه مه ۱۹۲۰) به انزلی عقب‌نشینی کردند. جنبش انقلابی گیلان اوج گرفت. «اجتماعیون عامیون ایران» امکان یافتند کنگره خود را در این سامان برگزار کنند. با تدارک مقدماتی که در این استان دیده شده بود، اوائل ژوئن ۱۹۲۰ (اواسط خرداد ۱۲۹۹) بیست نفراز کوشندگان حزب از باکو به انزلی آمدند.
اسامی این هیئت ۲۰ نفری نشان می‌دهد که هم «هیئت مرکزی» متشکل شده در باکو و هم کمیته هفت نفری منتخبه در کنفرانس تاشکند، در تدارک کار کنگره اول فرقه کمونیست ایران سهم به سزایی داشته‌اند.

## جمهوری سرخ گیلان
در اوج جنبش رهایی‌بخش ملی و ضد امپریالیستی در ایران، پس از شکست نیروهای اشغال‌گر انگلیسی و گارد سفید، زیر ضربات شکننده ارتش سرخ و قیام متحد نیروهای انقلابی (جنگلی‌ها، اعضای فرقه اجتماعیون عامیون، روشنفکران انقلابی و کشاورزان) در گیلان رسماً «حکومت جمهوری شوروی گیلان» اعلام شد. این حکومت تلگراف تبریک به لنین به مسکو مخابره کرد. در این شرایط است که روزهای اول تیرماه ۱۲۹۹، کنگره فرقه عدالت در انزلی برگزار می‌شود و رسماً نام «فرقه کمونیست ایران» را می‌پذیرد.

## کنگره‌ها

### کنگره اول
اسناد کنگرهٔ اول حزب کمونیست ایران حاکی از آنست که ۵۱ نفر نماینده و ۹ نفر مهمان به کنگره اعزام شده بودند، که ۴۸ اعتبارنامه نمایندگان با رأی قطعی به تصویب می‌رسد. ضمناً اسناد موجود صراحت دارد بر این که، ۲۷ نفر نماینده از ترکستان، داغستان، گرجستان، باکو و گنجه اعزام شده بودند که شاید۳ نفر به عللی به کنگره نیامده، یا اعتبارنامه‌های آن‌ها به تصویب نرسیده باشد و۲۴ نفر نماینده از شهرهای مختلف ایران در کنگره شرکت داشته‌اند، بشرح زیر:۵ نفر از تبریز، ۴ نفر از خلخال، ۳ نفر از خوی و سلماس، ۳ نفر از اردبیل، ۲ نفر از رشت، ۲ نفر از مشهد، ۱ نفر از مرند، ۱ نفر از قزوین، ۱ نفر از آستارا، ۱ نفر از مازندران، ۱ نفر از تهران.
در تحلیل ترکیب این کنگره باید چند نکته مهم را به اختصار متذکر شد:
اولاً- اکثریت قریب اتفاق آن نمایندگانی هم که از خارج ایران آمده بودند، از مجاهدین ایرانی «اجتماعیون عامیون» بودند.
ثانیاً- اکثر نمایندگان چندین سال سابقه فعالیت سیاسی و انقلابی داشته و از طبقات کارگر و دهقان بیرون آمده بودند.
ثالثاً- در میان استان‌های ایران، به‌طور عمده نواحی شمالی نماینده اعزام داشته بودند و بین آن‌ها نیز آذربایجان، که همیشه در صفوف مقدم جنبش انقلابی ایران قرارداشته، مقام اول را حائز بوده است.
رابعاً- علت ضعف فعالیت حزبی در سایر نقاط ایران، از یکسو اشغال آن نواحی به‌وسیله امپریالیست‌های انگلیسی و ازسوی دیگر عدم توجه کافی از جانب رهبری حزب) در مدارک این دوره همیشه به نواحی شمالی توجه شده (بوده است.
پس از تدارک لازم، ۲۲ ژوئیه (اول تیر) کامران آقازاده کنگره را افتتاح می‌کند. کنگره کامران آقازاده، جوادزاده، علیخان زاده، میربشیرقاسم زاده را به هیئت رئیسه برمی‌گزیند. کنگره در جلسه سوم خود ۲۴ ژوئیه نظامنامه حزب را تصویب نمود و سپس کمیته مرکزی را مرکب از ۱۵ نفر انتخاب کرد.
اگر از جزئیات صورتجلسه و دیگر اسناد کنگره و مباحثاتی که پیرامون گرایش‌های «چپ» و راست در این کنگره شده است، بگذریم، یک نکته جای تردید باقی نمی‌گذارد و آن وجود بعضی اشتباهات «چپ» است، که در آن دوره (دوره تکوین و طفولیت این احزاب) برای خیلی از احزاب کمونیست روی می‌داد. برای کمک به این احزاب بود که ولادیمیر ایلیچ لنین اثر مشهور خود «بیماری کودکانه چپ روی در کمونیسم» را نوشت.
به‌طوری‌که در کتاب «کمینترن و خاور» (چاپ مسکو، ۱۹۶۹، صفحه ۱۰۵) آمده است: «هنوز قبل از کنگره چپ‌ها بین گروه رهبری کمونیست‌های ایران تفوق داشتند.»
این نظر با اسنادی که در دست است، مطابقت دارد. دیده می‌شود که همان گرایش «چپ»، که در سال‌های انقلاب مشروطیت بین «اجتماعیون عامیون» به وجود آمده بود بعدها نیز ادامه و گسترش یافته است. به ویژه تحت تأثیر جو انقلابی که در اوج جنبش‌های رهائی بخش ضدامپریالیستی در شمال ایران به وجود آمده بود، این گرایش «چپ» قوت گرفته بود. در کتاب «کمینترن و خاور» در زمره این «هواداران نظریات» چپ «بین اعضای رهبری کمیته مرکزی حزب کمونیست ایران، از» نماینده حزب در کمینترن سلطانزاده" نام برده شده است. سپس در این کتاب چنین می‌آید:
«شخص اخیر در کنگره «عدالت» و هم در کنگره دوم کمینترن ثابت می‌کرد که ایران در آستانه انقلاب سوسیالیستی است و مرحله انقلاب بورژوا- دمکراتیک را سپری کرده است».
نویسنده در اینجا به «اخبار کنگره دوم کمینترن» (چاپ مسکو، ۲۹ ژوئیه ۱۹۲۰، شماره ۲، صفحه ۱) استناد کرده اضافه می‌کند:
«سلطانزاده از موضع «چپ» روانه خود بعدها نیز دفاع کرد.» (همان کتاب، صفحه ۱۰۵–۱۰۶) صحبت بر سر این نیست که اکثر قریب به اتفاق محققان ذی‌صلاحیت، به استناد مدارک و اسناد موجود، چنین عقیده‌ای دارند. صحبت بر سر این هم نیست که حتی چه کسی در کنگره و قبل یا بعد از آن، دارای گرایش‌های «چپ» یا «راست» بوده است. گفتگو بر سر این نیز نیست که چگونه چپ نماهای امروزی، زیر پرده به اصطلاح دلسوزی برای «چپ روان» دیروزی (که در هر حال از کوشندگان جنبش کمونیستی و کارگری ایران بوده‌اند) و در برابر هم گذاشتن آن کوشندگان نظیر حیدرخان و سلطانزاده در واقع سعی در تضعیف جنبش انقلابی رهائی بخش ملی و ضدامپریالیستی امروز ایران دارند. سخن بر سر واقعیات سر سخت تاریخ است، که دیروز درعمل کار خود را کرده، امروز را پی ریخته و برای عقل سلیم و روشن بین درس عبرتی است.
به دو سند که این «هواداران» سلطانزاده خود آورده‌اند، توجه کنیم:
۱ - از سخنان سلطانزاده در کنگره دوم کمینترن: «عصر انقلاب جهانی آغاز گشته است» (جلد ۴، صفحه ۱۵) و منظور خود را از «انقلاب جهانی» در «تزهایش» چنین توضیح می‌دهد:
«بدین دلیل که انقلاب اجتماعی و پایان سرمایه‌داری تنها در سطح جهانی متصوراست.» (جلد ۶، صفحه ۱۵۹)
این نظر را با آموزش لنین دربارهٔ پیروزی انقلاب سوسیالیستی در یک کشور مقایسه کنید!
سلطانزاده در پی گفتارش درکنگره دوم کمینترن می‌افزاید:
«بنظر من آن نکته از اصول اساسی که باید خط راهنمای ما باشد، این است که حمایت از جنبش بورژوا- دمکراتیک در کشورهای پسمانده باید تنها در آن کشورهایی لازم شمرده شود که جنبش شان مراحل مقدماتی را می‌پیماید. اگر بخواهیم در کشورهایی که ده سال یا بیشتر تجربه پشت سرگذاشته‌اند، یا کشورهایی که هم‌اکنون مانند ایران (جمهوری گیلان- مترجم) قدرت را در دست گرفته‌اند، همان اصل را بکار بندیم، نتیجه اش جزاین نخواهد بود که توده‌ها را به دامن ضدانقلاب برانیم. در مقام مقایسه با جنبش‌های بورژوا- دمکراتیک مسئله عبارتست از انجام و حفاظت از انقلاب دقیقاً کمونیستی. هر ارزیابی دیگری از این واقعیت می‌تواند نتایج تاسف‌انگیزی به بار آورد.» (جلد ۴، صفحات ۵۲–۵۳).
در «تزهای سلطانزاده» این مطلب بازهم توضیح داده می‌شود:
«درهر حال، تصور باطل این که توانائی‌های بورژوازی در سمت انقلاب ملی - دمکراتیک ظاهر شوند، می‌باید یک بار برای همیشه ترک شوند.» (جلد ۶، صفحه ۱۱۵)
خلاصه آنکه: اگر بعضی گروه‌های «چپ»، از ارامنه سوسیال دمکرات تبریز، در دوران انقلاب مشروطیت، مخالف با شرکت در صفوف دمکراسی و طرفدار فعالیت «سوسیالیستی خالص» بودند، در دوران جنبش‌های رهائی بخش ملی و ضد امپریالیستی بعدی، «چپ‌های» حزب کمونیست ایران شرکت در انقلاب بورژوا- دمکراتیک را سپری شده حساب می‌کردند و وظیفه روز را انجام «انقلاب کمونیستی خالص» می‌دانستند.
کنگره دوم
پس از گذشت هفت سال از کنگره اول، کادرهای برجسته فرقه کمونیست ایران با موافقت بخش شرقی کمینترن تصمیم گرفتند که با برگذاری کنگره به تصویب برنامه جدیدی متناسب با شرایط حاکم بر ایران بپردازند و کمیته مرکزی جدیدی را انتخاب کنند. به همین اساس آخوندزاده و کریم نیک بین با آوتیس سلطان زاده که مدت‌ها بود از کار در فرقه کمونیست ایران دور بود مذاکره به عمل آوردند تا در برگذاری کنگره و تصویب برنامه جدید به آن‌ها کمک کند کنگره دوم در پاییز ۱۳۰۶ در اطراف مسکو با حضور نمایندگانی از داخل و خارج ایران برگزار شد. اما برای مخفی کاری محل خود برگذاری خود را ارومیه در داخل ایران اعلام کرد. به همین دلیل این کنگره به کنگره ارومیه معروف شد. در این نشست سیاست قاطعی برای مبارزه با رژیم استبدادی رضاشاه تصویب شد. در بیاتیه کنگره سیاست مماشات با رضاشاه و مترقی دانستن وی در سال‌های گذشته به شدت نقد شد. همچنین تصمیم گر فته شد تا در بین دهقانان، زنان و نظامیان تشکیلات ایجاد گردد. کنگره ائتلاف با نیروهای دموکرات و اصلاح طلب را رد کرد و در برنامه خود ایجاد یک تشکیلات جبهه ای را با رهبری فرقه کمونیست تصویب کرد. در پایان انتخابات کمیته مرکزی صورت گرفت و این افراد به عضویت آن انتخاب شدند: آوتیس سلطان زاده، حسین رضازاده شرقی، جعفر پیشه‌وری، عبدالحسین حسابی، محمد آخوندزاده، علی شرقی، حسن حسن‌زاده پورآفر، کریم نیک بین و مشهدی کاویان. برنامه جدید کنگره دوم مطابق با نظرات سلطان زاده تنظیم شد.

## ادامه فعالیت
حزب کمونیست ایران توانست با تغییراتی که در ترکیب کمیته مرکزی داد و با برگزیدن حیدرخان به سمت صدر کمیته مرکزی، تا اندازه‌ای از این انحراف «چپ» جلوگیری کند. حزب در نخستین «کنگره خلق‌های خاور» که به ابتکار کمیته اجرائیه کمینترن از یکم تا هفتم سپتامبر۱۹۲۰ ۱۰) - ۱۵ شهریور ۱۲۹۹ (در باکو برگزار گردید، فعالانه شرکت جست. در این کنگره متجاوز از۲۰۵۰ نماینده شرکت داشتند، که ۲۰۴ نفر آن‌ها ایرانی و ۲۰۲ نفر آن‌ها از ایران آمده بودند. حیدرخان، که یکی از سخنرانان کنگره بود، به عضویت «شورای تبلیغات و عمل خلق‌های خاور»، که در واقع ارگان دائمی کنگره و دارای ۴۸ نفر عضو بود، برگزیده شد (این شورا اوائل سال ۱۹۲۲ برابر با دی ماه ۱۳۰۱ منحل گردید). تغییر کمیته مرکزی حزب با تأیید «کنگره خلق‌های خاور» نیز روبرو شد.
به حیدرخان مأموریت تدوین برنامه عمل حزب داده شد. این برنامه بنام «تزهائی پیرامون وضعیت اجتماعی- اقتصادی ایران و تاکتیک حزب کمونیست ایران» تنظیم شد و در دیماه ۱۳۰۰ به تصویب کمیته مرکزی حزب رسید. باید متذکر شویم که در این تزها، که به یاری همفکران حیدرخان تهیه شده، خطوط اساسی مقاله او تحت عنوان «بنیاد اجتماعی انقلاب ایران» منعکس شده است. (چنان‌که دیدیم مقاله اوایل سال ۱۲۹۹ نوشته شده و قبل از نخستین کنگره حزب از چاپ خارج شده بود) خلاصه تزها بشرح زیر است:
1. جامعه ایران در حال‌گذار از نظام‌های قبل از سرمایه‌داری به نظام سرمایه داریست.
2. وضع زندگی ایلات بسیار عقب مانده و ابتدایی است.
3. صنایع بزرگ در ایران رشد نکرده و صنایع معدنی به وجود نیامده است. در نتیجه طبقه کارگرایران نیز رشد نکرده و پراکنده است.
4. سرمایه تجارتی هم وضع بسیار بدی دارد و در سرحد ورشکستگی کامل است.
5. روحانیون، که قشر وسیعی را تشکیل می‌دهند، خود به دو بخش تقسیم شده‌اند:

بخش کم عده و بالائی آن که خود ثروتمندند، طرفدار حکومت شاهند.
بخش پرعده و پائینی آن نزدیک به مردم و طرفدار اصلاحات دمکراتیک هستند و در انقلاب مشروطیت هم شرکت کردند.
۶ - فئودال‌ها و صاحبان املاک بزرگ، که در حدود ۳ هزار نفرند، طبقه حاکمه ارتجاعی را تشکیل می‌دهند.
۷ - در مقابل این «یگانه طبقه ضدانقلابی» گروه‌ها و اقشار اجتماعی زیر قراردارند:
- الف- کارگران کارخانه‌ها، صنعتگران و پیشه وران ورشکسته.
- ب- روستائیان، که بی‌رحمانه از طرف مالکان بزرگ و خان‌ها استثمار می‌شوند.
- ج- کسبه کوچک و متوسط، که در سرحد فقر و فاقه به‌سرمی‌برند.

۸ - تمام اقشار و طبقات نامبرده «اینک پانزده سال است در حال هیجان انقلابی در چنین شرایطی که در ایران پرولتاریای صنعتی کاملاً غیرمتشکل است و دهقانان در تاریکی جهل و خرافات قراردارند… و مادام که نفرت نسبت به بیگانگان در نظر خلق ایران منشأ همه بدبختی‌ها و بلاهاست… تصور اینکه انقلاب در ایران می‌تواند ازهمان آغاز زیر پرچم کمونیستی برود، قطعاً نادرست است. انقلاب ایران فقط در شکل نهضت رهائی بخش ملی، که هدفش رهاندن خلق از اسارت خارجی و تثبیت استقلال کامل سیاسی و اقتصادی ایران باشد، می‌تواند به‌وجود آید و پیروزمندانه گسترش یابد…»
و پس از ذکر وظایف به تفصیل، چنین می‌آید:
«برای حل وظایف ذکر شده در بالا، حزب کمونیست ایران (عدالت) از اقدامات فوری دربارهٔ اجرای تدابیر خالص کمونیستی در ایران امتناع می‌ورزد و تاکتیک کوتاه مدت خود را، تا سرنگونی حکومت شاه و طرد امپریالیسم انگلیس، برپایه اتحاد همه طبقات، از پرولتاریا گرفته تا بورژوازی متوسط، برای مبارزه علیه قاجار و امپریالیست‌های بیگانه، همچنین برپایه مناسبات نزدیک با حزب دمکرات‌های چپ) گروه شیخ محمد خیابانی (که بیانگر منافع خرده بورژوازی و روشنفکرانست، مبتنی می‌سازد… همچنین حزب کمونیست ایران (عدالت) خواهان همکاری با رهبران سرشناس آزادی‌بخش ملی، مانند میرزا کوچک خان و امثال او است».
در عین حال باید متذکر شد که «تزها» در مبارزه علیه «چپ گرایان» به بعضی لغزش‌هایی به راست نیز دچار شده است، از قبیل پذیرش رهبری خرده بورژوازی تجاری و غیره («چنین انقلابی به‌وسیله خرده بورژوازی تجاری، که یگانه طبقه قادر به رهبری سیاسی در ایرانست، رهبری خواهد شد»).
در این دوره روزنامه عدالت ارگان «کمیته ایالتی گیلان فرقه اشتراکیون ایران (عدالت)» به مدیریت حسن ضیاء، روزنامه «ایران سرخ» ارگان «شورای تبلیغات»، به مدیریت لادبن در رشت چاپ و منتشر می‌شدند. در صفحات این روزنامه وضع اجتماعی، اقتصادی و سیاسی کشور و همچنین وضع سازمانی حزب و مبارزات درونی آن منعکس شده است؛ مثلاً همین روزنامه «ایران سرخ» (یکشنبه ۲۶ ثور- اردیبهشت ۱۳۰۰)اطلاع می‌دهد که:
«ما با رفقای عزیز قدیم خودمان رفیق میرزا کوچک و سایرین اصلاح کردیم. دشمن آتش‌پرست بادپیما را بگوی خاک بر سر کن که آب رفته بازآمد بجوی… خاطر عموم را مستحضر می‌دارد نتیجه اصلاح چنین شد. اعضای کمیته انقلاب مرکزی آزادکننده ایران عبارت خواهند بود از اشخاص مفصله ذیل: کوچک خان، خالو قربان، حیدرخان عمواوغلی، محمدی، احسان اله خان...».
یا روزنامه عدالت (جمعه ۲۸ اسد- مرداد۱۳۰۰) از جانب کمیته انقلاب ایران «هیئت دولت جمهوری شوروی گیلان» را چنین اعلام می‌کند:
«میرزا کوچک خان سرکمیسر و کمیسرمالیه، حیدرخان عمواغلی کمیسر خارجه، خالوقربان کمیسر جنگ، میرزا محمدی کمیسر داخله، سرخوش کمیسر قضائی».
این زمانی‌ست که احسان الله خان، پس از لشکرکشی خود سرانه و بدون تدارک لازم به تهران و شکست خوردن، از طرف کمیته انقلاب از کار بر کنار شده بود و برای سومین بار حکومت جمهوری در گیلان اعلام می‌گردید.
پس از تغییر کمیته مرکزی حزب) شهریور۱۲۹۹ (و سپس تدوین تزها، که در واقع برنامه عمل حزب بود، در فعالیت سیاسی حزب تا اندازه‌ای بهبود حاصل شد. مناسبات حزب با دیگر گروه‌های انقلابی، به ویژه کوچک خان، احیا گردید، لیکن مبارزه درونی حزب شدت یافت. کمیته پیشین، که برگزیده کنگره بود، با تغییرات حاصله در رهبری حزب به مخالفت برخاست. در واقع دو مرکزیت در حزب به وجود آمد، که هر یک منکر صلاحیت دیگری بود. در همین اوقات اختلافات و تفرقه بین چهار گروه عمده انقلاب گیلان (جنگلی‌ها، به سرکردگی میرزا کوچک خان، کمونیست‌ها به رهبری حیدرخان، گروهی از روشنفکران انقلابی به رهبری احسان الله خان و مزدوران روستا به رهبری خالو قربان) در نتیجه عدم قاطعیت و تزلزل بعضی رهبران گروه‌ها، تمایل به سازش با حکومت مرکزی (به‌وسیله رضا حکمت (سردار فاخر) و دیگران) و همچنین تحریکات و فتنه انگیزی عمال امپریالیسم و مرتجعین داخلی (نظیر سید جلیل اردبیلی، سید افجه‌ای، شیخ احمد سیگاری و دیگران) رفته رفته شدت یافت.
در پی ترور حیدرخان ۷) مهر ۱۳۰۰ (خالو قربان متواری و سپس کشته شدن کوچک خان و مهاجرت احسان اله خان مقاومت نیروهای انقلابی گیلان در هم شکسته شد.
وجود مرکز متعدد رهبری مانع جدی در سر راه فعالیت حزب و تقویت و توسعه سازمان‌های آن در نقاط مختلف کشوربود. این بود که پس از تدارک مقدمات لازم ۵ بهمن ۱۳۰۰ جلسه مشترکی از نمایندگان مراکز مختلف رهبری و مهمانانی از حزب برادر و کمینترن تشکیل و تصمیمات مقتضی اتخاذ می‌شود. در قطعنامه این جلسه به ویژه چنین آمده است:
۱ - دربارهٔ مسائل سازمانی حزب کمونیست ایران. دو کمیته مرکزی حزب کمونیست ایران به خطا تشکیل گردیده و فعالیت آن‌ها به موازات هم باعث ارتکاب یک رشته اشتباهاتی شده است. وحدت هرچه زودتر دو کمیته مرکزی و تشکیل کمیته مرکزی واحد مرکب از رفقای زیر ضروری شمرده می‌شد) سپس اسامی ۲۰ نفر اعضای کمیته مرکزی آمده است.
1. محل کمیته مرکزی باید در تهران باشد.
2. بوروی خارجی حزب مرکب از سه نفر تشکیل می‌شود.
3. اعضای کمیته مرکزی باید در کمیته‌های ایالتی کار کنند.
4. سلطانزاده نماینده حزب در کمینترن تعیین می‌شود.
5. ابولقاسم اسکندرانی مسئول ارتباط تعیین می‌شود.
6. مهره‌های سابق کمیته‌های مرکزی سابق و همه کمیته‌های ایالتی و محلی ملغی می‌گردد.

۸ - پلنوم کمیته مرکزی اول ماه مه (۱۱ اردیبهشت ۱۳۰۱) دعوت می‌شود.
می‌توان گفت که دیگر دوره اولیه تشکل حزب انجام یافته و از این پس فعالیت گسترده آن در شرایط بسیار دشوار زیرزمینی پیگیری می‌شود.

## زنان
حزب کمونیست ایران اعضای زن خود را تشویق می‌کرد در فعالیت‌های جمعیت نسوان وطنخواه شرکت کنند. اما آنانی که فعالیت‌های این جمعیت را به قدر کافی رادیکال نیافتند جدا شده و در سال ۱۹۲۳ میلادی (برابر با ۱۳۰۱ یا ۱۳۰۲ خورشیدی) انجمن بیداری زنان را تشکیل دادند که مبارزتر بود. این سازمان در طول سه سال فعالیت خود به برگزاری کلاس‌های اکابر (آموزش بزرگسالان)، اجرای تئاتر و برپایی مراسم روز جهانی زن (هشت مارس) پرداخت. سازمان بیداری زنان در دورهٔ سرکوب نشریات و احزاب کشور توسط رضاشاه بسته شد.